# Cliffortia paucistaminea
Cliffortia paucistaminea är en rosväxtart som beskrevs av August Henning Weimarck. Cliffortia paucistaminea ingår i släktet Cliffortia och familjen rosväxter. Utöver nominatformen finns också underarten C. p. australis.